# Al Green Gets Next to You
Al Green Gets Next to You è il terzo album discografico del cantante soul statunitense Al Green, pubblicato nel 1971.

## Tracce
1. I Can't Get Next to You (Barrett Strong, Norman Whitfield) – 3:52
2. Are You Lonely for Me, Baby? (Bert Berns) – 4:02
3. God Is Standing By (Johnny Taylor) – 3:14
4. Tired of Being Alone (Al Green) – 2:43
5. I'm a Ram (Green, Mabon "Teenie" Hodges) – 3:53
6. Driving Wheel (Roosevelt Sykes) – 3:04
7. Light My Fire (Robbie Krieger, Jim Morrison, Ray Manzarek, John Densmore) – 3:59
8. You Say It (Green) – 2:57
9. Right Now, Right Now (Al Green) – 2:53
10. All Because (Green, Hodges) – 2:42